# Pachylicus foveolatus
Pachylicus foveolatus is een hooiwagen uit de familie Zalmoxioidae.